# Agnia molitor
Agnia molitor là một loài bọ cánh cứng trong họ Cerambycidae.